# Xavier Quevedo
Xavier Antonio Quevedo Chinchilla (Bachaquero, 21 januari 1991) is een Venezolaans wielrenner.

## Carrière
In 2011 behaalde Quevedo zijn eerste UCI-zege toen hij in de derde etappe van de Ronde van Venezuela de massasprint won. Een jaar later werd hij nationaal kampioen op de weg, voor Miguel Ubeto en Frederick Segura, en won hij wederom een etappe in de ronde van zijn thuisland. In 2014 won hij voor de tweede maal het nationale kampioenschap op de weg, ditmaal voor Gil Cordovés en Enrique Díaz. Als nationaal kampioen eindigde hij in vier etappes van de Ronde van Venezuela op het podium, wat hem uiteindelijk de puntentrui opleverde. Op het wereldkampioenschap haalde hij de finish niet. Twee maanden later werd hij zesde in de door Carlos Gálviz gewonnen wegwedstrijd op de Centraal-Amerikaanse en Caraïbische Spelen.
In juni 2015 won Quevedo een etappe en het puntenklassement in de Ronde van Venezuela. Een maand later werd hij elfde in de wegwedstrijd op de Pan-Amerikaanse Spelen. In 2016 won hij de laatste twee etappes in de ronde van zijn thuisland. Een jaar later won hij zowel de tweede als de tiende etappe. Daarnaast won hij ook het puntenklassement.

## Overwinningen
2011
3e etappe Ronde van Venezuela
2011
 Venezolaans kampioen op de weg, Elite
 Venezolaans kampioen op de weg, Beloften
4e etappe Ronde van Venezuela
2014
 Venezolaans kampioen op de weg, Elite
Puntenklassement Ronde van Venezuela
2015
8e etappe Ronde van Venezuela
Puntenklassement Ronde van Venezuela
2016
9e en 10e etappe Ronde van Venezuela
2017
2e en 10e etappe Ronde van Venezuela
Puntenklassement Ronde van Venezuela
2019
5e etappe Ronde van Miranda
1e en 7e etappe Ronde van Venezuela
2021
5e etappe Ronde van Venezuela
2022
3e etappe Ronde van Táchira
Puntenklassement Ronde van Táchira

## Resultaten in voornaamste wedstrijden
| Jaar |  | WK op de weg |
| ---- |  | ------------ |
| 2014 |  | opgave       |